# Seymour Magoon
Seymour Magoon dit « Blue Jaw », né en 1908, est un mafieux américain, membre de la Yiddish Connection.

## Biographie
Magoon a obtenu le surnom de « Jaw Blue » car il se regardait comme s'il était toujours dans le besoin de se raser. Magoon a grandi dans les rues de Brownsville, Brooklyn, et a quitté l'école à seize ans.
En 1933, Magoon avait déjà tué deux hommes.
Seymour "Jaw Blue" Magoon est un tueur à gages américain au Syndicat national du crime de New York, l'un des nombreux membres qui ont été impliqués par le témoignage de l'ancien membre et informateur Abe Reles.
Magoon a rapidement attiré l'attention de Lepke Buchalter, dont il est devenu un des meilleurs tueurs, avec Abe Reles, Martin Goldstein, Harry Maione, Frank Abbandando et Albert Tannenbaum. Dans le groupe Magoon était le meilleur pilote, son travail habituel consistait à gérer la voiture de fuite. Tous les tireurs étaient payés un millier de dollars par semaine.
Un membre de longue date du Syndicat national du crime, Magoon a travaillé avec Martin Goldstein pendant les années 1920 et 30.
Le 25 juillet 1939, à 07h55, Magoon assis derrière le volant d'une berline garée devant le 250 Est. 178th Steet. dans le Bronx. Assis à côté de lui était Dandy Parisi et sur le siège arrière était un capot de petit-temps nommé Jacob Migden, qui avait passé une semaine à surveiller la cible visée. Soudain, un petit homme trapu est sorti de l'immeuble et Migden dit: C'est lui!. Magoon met la voiture en marche et passe lentement devant lui. Puis il fait un demi-tour, et Parisi sort sur le marchepied et tire six balles de calibre 32 dans le dos de l'homme. Le seul problème était que Midgen avait identifié la mauvaise personne.
Le mort s'est avéré être Irving Penn, un cadre de 42 ans qui travaillait pour G. Schirmer Inc., un éditeur de musique classique à Manhattan. L'objectif visé était Philip Orlovsky, un ancien patron, qui était prêt à balancer sur ses ex-compagnons du Syndicat national du crime. Malheureusement Penn, maintenant mort,vivait dans le même immeuble qu'Orlovsky. Orlovsky était en vie seulement parce qu'il avait quitté son appartement une heure plus tôt.
Les journaux ont rapporté sur l'assassina horrible d'un homme qui se trouvait être au mauvais endroit au mauvais moment. Lepke donna l'ordre à tous ses tueurs d'aller en cavale. Magoon partit avec Martin Goldstein en voiture à travers le pays, qui les conduisit à travers le Canada, Kansas City, en Californie, au Mexique, puis vers l'Est, jusqu'à ce qu'ils s'installent dans un refuge de la mafia connu à Newburgh, New York.
Un jour, Goldstein est parti en ville pour récupérer un mandat. Mais la police était là et l'a arrêté. En prison, il a essayé de glisser un billet à Magoon, en lui disant de partir rapidement, mais la police a intercepté la note et Magoon a été arrêté à leur cachette. Magoon a indiqué à la police se nommer comme Harry Levinson, et quand ils lui ont montré une photo d'identité de Goldstein, il a dit qu'il ne le connaissant pas. Parce qu'ils avaient rien de concret sur Magoon, ils lui ont donné 60 jours derrière les barreaux pour «vagabondage».
Dans les années 1940, Magoon a aidé à témoigner contre les autres membres de Syndicat national du crime, comme Albert Tannenbaum et Sholem Bernstein. Il a pris la barre et a révélé tout ce qu'il savait Strauss et Goldstein, et il y avait beaucoup de choses à dire.
Magoon a fait il plusieurs années en prison, et a ensuite disparu.
À ce jour, peu de détails existent sur Seymour Magoon.